# 陆学艺
陆学艺（1933年8月—2013年5月13日），男，江苏无锡人，中国农村问题专家、中国社会科学院荣誉学部委员。晋江市“荣誉市民”、晋江发展战略研究院荣誉院长。

## 生平
陆学艺历任中国社会科学院社会学研究所研究员，中国社会科学院学术委员会委员，北京工业大学人文社会科学学院院长，第八、第九届全国人民代表大会代表。
1978年至1980年，陆学艺经过调查安徽省、甘肃省包产到户试点，撰文呼吁在全中国推行包产到户。1982年，陆学艺提出农村仅靠推进家庭联产承包责任制改革远远不够，必须着手进行县级体制综合改革，并亲自率领课题组赴山东省陵县蹲点三年，兼任中共陵县县委副书记，研究农村改革及发展。
2013年5月13日于北京去世。

## 学术贡献
陆学艺开创了“农村发展理论”研究。陆学艺主编的《当代中国社会阶层研究报告》，将中国当代社会群体划分为十个阶层，一度成了研究中国社会转型的重要参考书。